# 纳林陶亥镇
纳林陶亥镇，是中华人民共和国内蒙古自治区鄂尔多斯市伊金霍洛旗下辖的一个乡镇级行政单位。

## 行政区划
纳林陶亥镇下辖以下地区：
淖尔壕村、全和常村、沙沙圪台村、呼雅克图村、海勒素壕村、布尔洞塔村、纳林塔村、朱日根沟村、阿吉尔玛村、新庙村、道劳岱村、大柳塔村、毕鲁图村、其根高勒村、布都阿麻村和满赖沟村。